# Congo Bill (serial)
Pour plus de détails, voir Fiche technique et Distribution.
Congo Bill ou en français Congo Bill, roi de la jungle est un serial américain en quinze chapitres réalisé par Spencer Gordon Bennet et Thomas Carr, sorti en 1948. Il est basé sur la série de comics Congo Bill. En France, il a été remonté et présenté sous forme de 4 épisodes : « Congo Bill, roi de la jungle », « Congo Bill mis en danger », « la Revanche de Congo Bill » et « Congo Bill héritier du grand cirque » en 1951.

## Synopsis
L'aventurier Congo Bill doit retrouver Ruth Culver, une jeune et riche héritière portée disparue dans la jungle africaine.

## Fiche technique
- Titre original : Congo Bill
- Titre français : Congo Bill, roi de la jungle
- Titre anglais ou international : Congo Bill: King of the Jungle
- Réalisation : Spencer Gordon Bennet et Thomas Carr
- Scénario : George H. Plympton, Arthur Hoerl et Lewis Clay d'après la bande dessinée de Whitney Ellsworth
- Direction artistique : Paul Palmentola
- Photographie : Ira H. Morgan
- Montage : Dwight Caldwell et Earl Turner
- Musique : Mischa Bakaleinikoff
- Production : Sam Katzman
- Société(s) de production : Columbia Pictures Corporation
- Société(s) de distribution : Columbia Pictures (États-Unis), Filmonde (France)
- Pays de production :  États-Unis
- Langue originale : anglais américain
- Format : noir et blanc — 35 mm — 1.37:1 — son Mono
- Genre : aventures, action
- Durée : 270 minutes
- Dates de sortie : 
  - États-Unis : 28 octobre 1948
  - France : 18 avril 1951

## Distribution
- Don McGuire : Congo Bill
- Cleo Moore : Ruth Culver
- Jack Ingram : Cameron
- I. Stanford Jolley (en) : Bernie McGraw
- Leonard Penn : André Bocar
- Nelson Leigh (en) : le docteur Greenway
- Charles King : Kleeg
- Armida Vendrell : Zalea
- William Fawcett : Blinky

## Liste des épisodes
1. The Untamed Beast
2. Jungle Gold
3. A Hot Reception
4. Congo Bill Springs a Trap
5. White Shadows in the Jungle
6. The White Queen
7. Black Panther
8. Sinister Schemes
9. The Witch Doctor Strikes
10. Trail of Treachery
11. A Desperate Chance
12. The Lair of the Beast
13. Menace of the Jungle
14. Treasure Map
15. The Missing Letter

Source : 